# Klopappel
Klopappel (Ambelania acida) is een altijdgroene struik of kleine boom die 3-8 meter hoog kan worden.  De stam kan 15–20 cm in doorsnee zijn. De hele plant produceert latex. De stam is recht en loopt wat taps toe. De latex is wit en stroperig. De takken groeien tegenoverstaand en zijn vrij dun en bijna horizontaal. De bladeren groeien tegenoverstaand. De bladsteel is 1–2 cm lang en gegroefd. De bladeren zijn elliptisch of langwerpig lansvormig en tot 24 cm lang. De bloeiwijze is axillair en tuilvormig, 3–4 cm lang en bevat 2-10 bloemen. De bloemkroon is wit.
Het verspreidingsgebied ligt in tropisch Zuid-Amerika: Peru, Brazilië en de Guiana's. Het is een plant van drooglandbos, zowel in het regenwoud als in oudere kapoeweri.
Klopappel wordt wel gecultiveerd vanwege zijn vruchten. Ze kunnen rauw of gekookt gegeten worden, ze hebben stevig, zoetig en smakelijk vruchtvlees. Het is een geelbruine, langwerpige besvrucht 10–20 cm lang en 6 cm breed die vele zaden bevat. De vrucht moet eerst gepeld een tijdje in water gelegd worden om de latex kwijt te raken. Het hout wordt meestal als brandhout of voor de vervaardiging van houtskool gebruikt.
De soort staat op de Rode Lijst van de IUCN geklasseerd als 'niet bedreigd'.